# Totatiche
Totatiche é um município do estado de Jalisco, no México.
Em 2005, o município possuía um total de 4.217 habitantes.

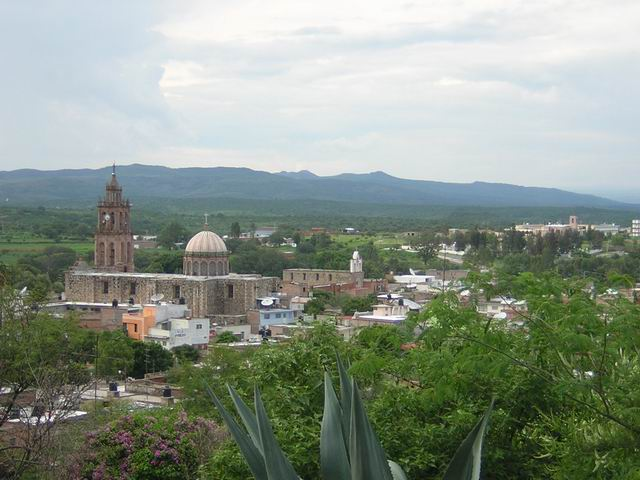
Totatiche